# Songpyeon
I songpyeon, noti anche come songbyeong (송병?, 松餠?) o songyeopbyeong (송엽병?, 松葉餠?), sono un tipo di dolce coreano rientrante nella categoria dei tteok.

## Preparazione e consumo
Consistono in piccoli gnocchi di riso glutinoso ripieni, a forma di mezzaluna, consumati tradizionalmente durante il Chuseok, la festa di metà autunno. Il ripieno è composto da vari ingredienti, come semi di sesamo, miele, fagioli mungo, cannella, pinoli, noci, castagne e giuggiole. Vengono cotti a vapore su uno strato di aghi di pino, dai quali prendono il profumo e il nome (song significa "pino"), e in seguito spennellati di olio di sesamo.
La loro forma a mezzaluna è considerata di buon augurio e portatrice di un futuro luminoso: si tramanda infatti una leggenda secondo la quale, durante il regno di Uija di Baekje, la frase "Baekje è la Luna piena e Silla è la mezzaluna", trovata incisa sul guscio di una tartaruga, predisse la caduta di Baekje e l'avvento di Silla, profezia che si avverò quando quest'ultimo sconfisse il regno rivale in guerra.

## Varietà
Esistono diverse varietà regionali di songpyeon:
- Osaek songpyeon (songpyeon di cinque colori) di Seul: la pasta di riso viene divisa in cinque panetti, quattro dei quali vengono colorati aggiungendo un ingrediente tra artemisia (verde scuro), semi di gardenia (giallo dorato), fragole o bacche omija (rosa) e cannella (marrone) in polvere. Sono ripieni di castagne, fagioli verdi e rossi, semi di sesamo e miele. I diversi colori rappresentano l'armonia della natura.
- Jogae songpyeon (songpyeon a conchiglia) della provincia di Pyeongan: sono ripieni di semi di sesamo, zucchero e salsa di soia, e sagomati a forma di conchiglia.
- Nobi songpyeon (songpyeon degli schiavi) della provincia di Hwanghae: sono ripieni di fagioli rossi pelati.
- Songpyeon a forma di fiore della provincia di Jeolla: la pasta di riso viene divisa in cinque panetti, quattro dei quali vengono colorati aggiungendo un ingrediente tra artemisia, fiori di gardenia, estratto d'uva e acqua di bacche omija. I dolci che restano bianchi vengono decorati, prima di essere cotti, con pasta colorata sagomata a forma di fiore. Sono ripieni di pinoli, sale al sesamo e zucchero.
- Gamja songpyeon (songpyeon di patata) della provincia di Gangwon: il riso della pasta viene sostituito dalla fecola di patate. Sono ripieni di piselli, fagioli, castagne e zucchero. A Gangneung, le persone lasciano sulla superficie dei dolci l'impronta delle proprie mani.
- Dotori songpyeon (songpyeon di ghiande) della provincia di Gangwon: alla farina di riso vengono aggiunte ghiande dal sapore amaro. Sono di color marrone.
- Songpyeon di patate congelate della provincia di Hamgyeong: le patate congelate, simbolo del rigido inverno della zona, vengono macinate per ottenere la farina con cui fare la pasta. Sono ripieni di fagioli rossi e zucchero.
- Mosi songpyeon (songpyeon di foglie di ramia) della provincia di Gyeongsang: alla farina di riso vengono aggiunte foglie di ramia bollite e tritate. Sono ripieni di semi di sesamo, castagne, miele e zucchero, e sono di colore verde scuro.
- Songpyeon con polvere di radice di kudzu della provincia di Gyeongsang.
- Chilk songpyeon (songpyeon di arrowroot) della provincia di Jeolla: alla farina di riso viene aggiunto amido di arrowroot.
- Maehwa songpyeon (songpyeon a forma di fiore) della provincia di Jeolla: non contengono ripieno[10].
- Hobak songpyeon (songpyeon di zucca) della provincia di Chungcheong: alla farina di riso viene aggiunta polvere di zucca ricavata tritando l'ortaggio essiccato. Sono ripieni di semi di sesamo, castagne e miele, e sono di colore giallo dorato.
- Songpyeon con polvere di fagioli verdi della provincia di Jeju.
- Songpyeon con foglia di canapa: alla farina di riso viene aggiunta la polvere ricavata tritando le foglie di canapa.
- Songi songpyeon (songpyeon di pino): alla farina di riso viene aggiunto lo strato più interno della corteccia di pino sbriciolato.

## Storia
La storia dei songpyeon è vaga, ma è credenza comune che abbiano cominciato ad essere preparati durante il regno di Goryeo, e venissero dati ai servitori.